# Виноградне (Феодосійський район)
Виногра́дне (до 1948 року — Курє́й-Баши́, крим. Kürey Başı) — село в Україні, Феодосійського району Автономної Республіки Крим.
Відстань від райцентру до населеного пункта становить 5 кілометрів по прямій.

## Люди
В селі народився Соколов Володимир Олександрович (1923—1997) — український живописець.